# Timo Nieminen
Timo Juhani Nieminen , född 22 december 1962 i Tavastehus, Finland, är en svensk skådespelare, sångare och regissör.

## Biografi
Timo Nieminen föddes i Finland, men flyttade till Sverige med sin familj 1976. I Sverige växte han upp i Hammarkullen.
Han har varit professionellt verksam sedan 1985 och medverkat i ett 90-tal teater,musikal,dansuppsättningar. Tv-serier, långfilmer. 1996 tilldelades han Carl och Hilma Barcklinds stipendium.

## Teater

### Roller (ej komplett)
| År   | Roll                  | Produktion                                                                                  | Regi                       | Teater                                                                    |
| ---- | --------------------- | ------------------------------------------------------------------------------------------- | -------------------------- | ------------------------------------------------------------------------- |
| 1992 |                       | Flickan och evigheten Urban Lindh och Bo Hulphers                                           | Urban Lindh                | Cosmorama                                                                 |
| 1993 |                       | Dido och Aeneas Henry Purcell och Nahum Tate                                                | Johann Nordqvist           | Utomjordiska barockbolaget                                                |
| 1994 |                       | Idioten - en psyko-akustisk opera Zbigniew Karkowski                                        | Johann Nordqvist           | Röda Sten konsthall                                                       |
| 1996 |                       | Äppelkriget Lars Johan Werle och Iwar Bergkwist                                             | Iwar Bergkwist             | Göteborgsoperan                                                           |
| 1996 | Sonen                 | Min modiga mor George Tabori                                                                | Sven Andrén                | Folkteatern                                                               |
| 1997 | Tiger Brown           | Tolvskillingsoperan Bertolt Brecht och Kurt Weill                                           | Gunilla Berg               | Göteborgs stadsteater                                                     |
| 1997 |                       | Drömmakarna Laci Boldemann och James Krüss                                                  | Bernt Höglund              | Göteborgsoperan                                                           |
| 1997 |                       | Europa David Greig                                                                          | Joachim Siegård            | Folkteatern                                                               |
| 1997 | Federico García Lorca | La Barracca Lars-Eric Brossner och Kjell Sundstedt                                          | Eva Gröndahl               | Folkteatern                                                               |
| 1998 |                       | Krymplingen på Inishmaan Martin McDonagh                                                    | Margita Ahlin              | Folkteatern                                                               |
| 1999 | Officern              | Ett drömspel August Strindberg                                                              | Margita Ahlin              | Folkteatern                                                               |
| 1999 |                       | Uppercuts Timo Nieminen                                                                     | Lola Ewerlund              | Folkteatern                                                               |
| 2000 | Pierrot/Paletino      | Pierrot eller Nattens hemligheter Michel Tournier                                           | Eva Gröndahl               | Folkteatern                                                               |
| 2001 | Berger                | Hair James Rado, Gerome Ragni och Galt MacDermot                                            | Alexa Ther                 | Göteborgs stadsteater                                                     |
| 2003 | Hingsten Pekka        | Allt eller inget Terrence McNally och David Yazbek                                          | Åsa Melldahl               | Göteborgs stadsteater                                                     |
| 2004 |                       | Tre farbröder som inte ville dö Suzanne van Lohuizen                                        | Lars-Eric Brossner         | Folkteatern                                                               |
| 2004 | Daddy                 | Cooking With Elvis Lee Hall                                                                 | Staffan Aspegren           | Göteborgs stadsteater                                                     |
| 2006 | Riff-Raff             | The Rocky Horror Show Richard O'Brien                                                       | Rikard Bergqvist           | Göteborgsoperan                                                           |
| 2007 | Sweeney Todd          | Sweeney Todd Stephen Sondheim och Hugh Wheeler                                              | Vernon Mound               | Wermland Opera                                                            |
| 2009 | Sky Mastersson        | Guys and Dolls Frank Loesser, Joe Swerling och Abe Burrows                                  | Hans Berndtsson            | Göteborgsoperan                                                           |
| 2009 | Thiresias             | Black Biist Wim Vandekeybus                                                                 | Wim Vandekeybus            | Göteborgsoperan                                                           |
| 2012 |                       | Hemland                                                                                     | Guy Weizman och Roni Haver | Göteborgsoperan                                                           |
| 2013 | Översten Texas Bill   | Carmencita Rockefeller Rikard Bergqvist, Martin Östergren, Sara Jangfeldt och Mathias Venge | Rikard Bergqvist           | Malmö Opera/ Helsingborgs stadsteater                                     |
| 2014 | Samuel Nöjd           | Kristina från Duvemåla Benny Andersson och Björn Ulvaeus                                    | Lars Rudolfsson            | Göteborgsoperan                                                           |
| 2015 |                       | Jean                                                                                        | Jeanette Langert           | Dansens hus utsågs till bästa dansföreställning av Svenska Teaterkritiker |
| 2016 |                       | Sommarregler Shaun Tan                                                                      | Lars-Eric Brossner         | Angereds teater                                                           |
| 2017 | Risto Gustavo         | Laina och fåglarna Susanna Alakoski                                                         | Michaela Granit            | Scenkonst Sörmland                                                        |
| 2021 | Karl-Johan            | Kärlek skonar ingen Mirja Unge, Håkan Hellström och Björn Olsson                            | Victoria Brattström        | Göteborgsoperan                                                           |

### Regi (ej komplett)
| År   | Produktion                | Upphovsmän | Teater       |
| ---- | ------------------------- | ---------- | ------------ |
| 1996 | Letters                   |            |              |
| 1998 | Hjärtekrossarlögner       |            |              |
| 1999 | Pojken, kniven & djävulen |            |              |
| 2000 | Fyllbultarnas Visor       |            |              |
| 2001 | Den Flammande Stjärnan    |            |              |
| 2002 | Tjörnvisiten              |            |              |
| 2008 | Cowgirls                  |            | UusiTeatteri |
| 2009 | 1809                      |            |              |
| 2011 | Karaoke                   |            |              |
| 2011 | Casanovan från Kalevala   |            |              |
| 2013 | Jokin sinusta             |            |              |

## Filmografi
- Clownen (1993)
- Bäst att vi gifter oss (1995)
- Tinnitus Blues (1997)
- Orka Orka 2004
- Bredband (2004)
- 2006 – Keillers park
- Kid Svensk (2007)
- Upp till kamp (2007)
- Karaokekungen (2009)
- Ettor och nollor (2013)
- Ängelby (2015)
- Vår tid är nu (2017)
- Viking Destiny (2018)
- Quick (2019)
- Top Dog (2020)
- Andra akten (2022)